# الیزابت گاسکل
الیزابت کلاگهورن گاسکل با نام خانوادگی اصلی استفنسن (به انگلیسی: Elizabeth Cleghorn Gaskell, née Stevenson) (۲۹ سپتامبر ۱۸۱۰ - ۱۲ نوامبر ۱۸۶۵)، بیش‌تر شناخته شده با نام سادهٔ خانم گاسکل رمان‌نویس و نویسنده داستان کوتاه انگلیسی عصر ویکتوریا بود. رمان‌های او به خوبی وضعیت اجتماعی طبقات مختلف مردم، به ویژه فقرا را، نشان می‌دهد؛ که دلیل اصلی شهرت کتاب‌های او نیز هست. گاسکل همین‌طور اولین زندگی‌نامه شارلوت برونته را با نام "زندگی شارلوت برونته" به رشته تحریر درآورد. معروف‌ترین رمان وی، کرانفورد، شرح زندگی افراد مختلفی در شهری به همین نام در انگلستان است. 

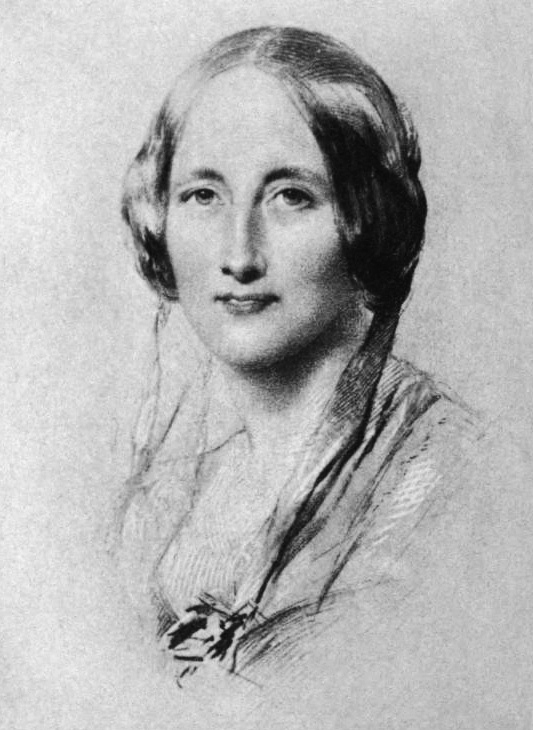
نقاشی الیزابت گاسکل در سال ۱۸۵۱، توسط جورج ریچموند